# Chicano rap
El rap chicano (en inglés: Chicano rap) es un subgénero musical del hiphop que incorpora aspectos de la cultura chicana de la Costa Oeste y el suroeste estadounidenses, y típicamente es representado por raperos estadounidenses de descendientes mexicanos llamados chicanos.
El primer rapero chicano reconocido fue Kid Frost, en cuyo álbum Hispanic Causing Panic de 1990 incluía el éxito «La raza», con el que los artistas chicanos obtuvieron mucha atención, incluso años después llegó a colaborar en un álbum con el grupo Tijuana No! de punk ska.
El artista cubano-estadounidense Mellow Man Ace fue el primer hispano en tener un sencillo de éxito bilingüe, en 1989. Aunque Mellow Man a menudo usara palabras de jerga chicana en sus letras debido a su educación en el Este de Los Ángeles, Kid Frost recibió el reconocimiento como el primer rapero chicano dado que Mellow Man Ace no era de origen mexicano.
Lil Rob es otro famoso músico chicano del rap de San Diego, California, que empezó su carrera musical en 1992. Su álbum de debut fue Crazy Life en 1997, que incluyó las populares canciones «Do my Thing» y «Oh What a Night». Lil Rob ha grabado recientemente otros dos álbumes titulados Twelve Eighteen, Pt. 1 en 2005 y Twelve Eighteen, Pt. 2 en 2007. Entre las canciones populares de estos álbumes se incluyen «Summer Nights» y «Bring Out the Freak in You».
Delinquent Habits son otro famoso grupo de rap chicano que se formó en Los Ángeles en 1991. Los miembros actuales del grupo son Iván Martín (conocido como Ives o Huero Loco), Alejandro Martínez (conocido como O.G. Style) y Michelle.
Baby Bash es otro músico chicano famoso de rap que nació en Vallejo, California. Su interés por la música empezó con un viaje a Houston, Texas, donde colaboró con South Park Mexican y escribió una canción para él que se tituló «Wiggy». Antes de empezar su carrera en solitario, Baby Bash colaboró también con Frankie J. y Kumbia Kings. Baby Bash entonces se unió con el famoso productor de música Happy Perez y empezó su carrera en solitario. «Suga Suga» fue su primera canción popular, y fue publicada en su primer álbum titulado Tha Smokin Nephew en 2003. Sus álbumes actuales incluyen Super Saucy en 2005 y su más reciente, de 2007, titulado Cyclone. Estos incluyen las canciones populares de «Cyclone» y «What Is It».

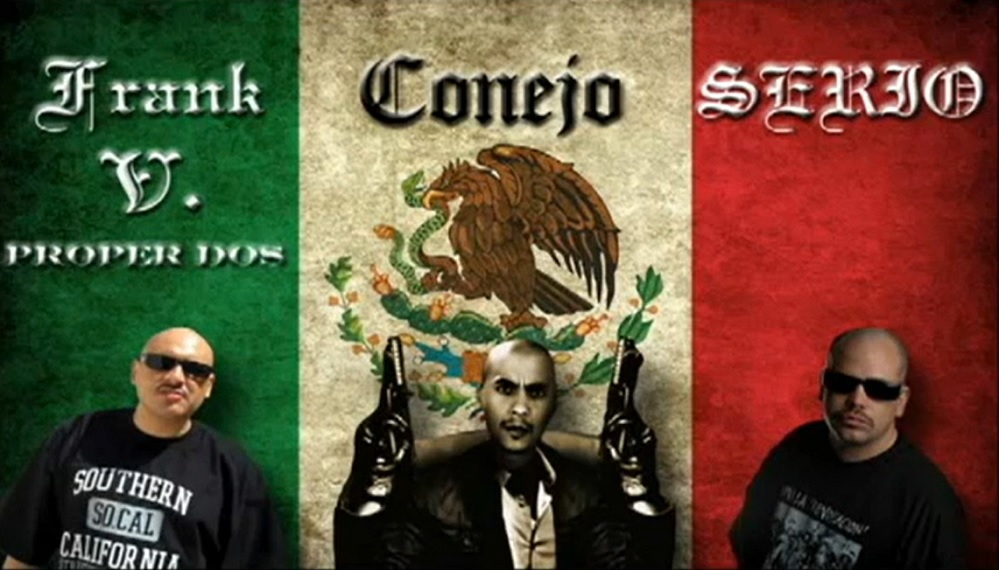
Frank V. de Proper Dos, Conejo y Serio en 2012

Serio es otro famoso músico chicano del rap de Los Ángeles, California, que empezó su carrera musical en 2005. Su álbum de debut fue Nightmares Turned Into Reality en 2006, que incluyó las canciones populares «I Got To Have You» y «They Call Me Serio». En 2008, para dar una muestra de su siguiente álbum, Serio lanzó el sencillo «Serio controla». Esta canción iba a ser incluida en su segundo álbum, Part 2: The Revenge of Serio, lanzado en el 2009. Esta vez, su CD incluyó una aparición del padrino del rap chicano, Kid Frost, en «In LA», una canción muy popular. Serio lanzó su tercer álbum, Part: 3 Gansterism, que cuenta con MC Magic en dos canciones, «Serio Come Back» y «Ill Never Forget». También se incluyen en el álbum colaboraciones con Lighter Shade of Brow, Conejo y Mr. Midget Loco. En 2012, Serio lanzó un nuevo sencillo, «Don't Hate Me Because I'm Mexican», con Proper Dos y Conejo del nuevo álbum Soy chicano rap, publicado el 13 de febrero de 2013.
En España el subgénero ha influenciado a algunos de los artistas del sello Uglyworkz como el álbum La luz de Mitsuruggy.